# Fedele Boccassini
Fedele Boccassini (Barletta, 5 marzo 1965) è un cantautore italiano.
È arrivato in finale al Festival di Castrocaro nel 1989.
Ha partecipato al Festival di Sanremo 1995 nella sezione "Nuove Proposte" con la canzone Le foglie, classificandosi all'8º posto.
L'anno seguente si presenta nuovamente alla manifestazione canora semplicemente come "Fedele", interpretando il brano Non scherzare dai che viene eliminato dopo la prima esecuzione, mancando l'accesso alla sezione "Campioni". L'orchestra fu diretta da Massimo Morini.
Attualmente possiede un lido a Barletta sulla litoranea di Ponente.

## Discografia

### Album
- 1995: Fai che nasca una nuova canzone